# Lovozero
Lovozero (rusky Ловозеро) je jezero tektonického původu v Murmanské oblasti na jihu poloostrova Kola v severozápadním Rusku. Na východě zasahuje k masívu Lovozerských tunder. Má rozlohu 208,5 km² a je protáhlé ze severu na jih. Je třetí největší na poloostrově. Průměrná hloubka je 5,7 m a maximální 35 m.

## Pobřeží
Má členité pobřeží a velké množství poloostrovů a ostrovů. Dělí se na severní, střední a jižní část, které jsou spojené úzkými průlivy. Je protáhlé z jihu na sever. Ze zátoky Moktaguby u západního břehu jižní části Lovozera je to jen 4 km k Sejdozeru, které je obklopené ze tří stran skalnatými břehy je jedno z nejkrásnějších jezer na Kolském poloostrově.

## Vodní režim
Na jezeře bývají často silné dlouhotrvající větry, vytvářející velké vlny. Směr větrů je ze severu na jih nebo naopak a vznikají velmi náhle. Kolísání úrovně hladiny je 1,55 m. Vyšší úroveň je v květnu až červnu a nižší před rozmrznutím. Zamrzá v říjnu nebo na začátku listopadu a rozmrzá v dubnu nebo na začátku května. Na jižním konci se do Lovozera vtéká řeka Caga. Na severním konci odtéká řeka Voroňja do Barentsova moře. Na severním břehu leží vesnice Lovozero, na kraji ní protéká řeka Virma. Ta ústí do nevelkého mělkého Popovského jezera s nízkými břehy. To je spojené širokým průtokem z Lovozerem.

## Využití
V roce 1970 byla na řece Voroňje pod jezerem postavena Serebrjanská přehrada s vodní elektrárnou a tak bylo Lovozero přeměněno na přehradu.